# SMiLE.dk
 Der er for få eller ingen kildehenvisninger i denne artikel, hvilket er et problem. Du kan hjælpe ved at angive troværdige kilder til de påstande, som fremføres i artiklen.

SMiLE.dk (udtales, på engelsk, Smile Dee Kay) er en svensk Bubblegum dance-gruppe med Hanna Stockzell og Veronica Larsson som nuværende medlemmer. Bandet er kendt for deres sang "Butterfly" samt sangen "Golden Sky fra Dance Dance Revolution.
Medlemmerne gennem tiden har været:
- Veronica Larsson (oprindeligt medlem)
- Hanna Stockzell (nyt medlem i 2008) (forlod bandet i 2010)
- Malin Kernby (blev medlem i 1999, forlod bandet i 2008, men har stadig sunget i Doki Doki og få andre sange)
- Nina Boquist (forlod gruppen i 1999)

Alle medlemmerne er fra Sverige, og ".dk"-endelsen skyldes, at SMiLE.dk først markedsførte deres første album i Danmark.

## Historie
Veronica og Nina kaldte til at starte med deres band for SMiLE og udgav deres første album, også kaldet Smile, i 1998. Den blev godt modtaget over hele verden, specielt i Japan. Konami købte licensen til sangen "Butterfly" og indspillede den i første udgave af Dance Dance Revolution (et populært videospil, hvor man skal danse).
Et år senere forlod Nina bandet og begyndte en solo, og dermed fik Veronica en ny "medmusiker" – Malin. I den forbindelse skiftede bandet også navn fra Smile til SMiLE.dk. Gennem tiden udgav SMiLE.dk tre albums – Future Girls, Smile Paradise og Golden Sky.

### Pause
Efter Golden Sky udgav SMiLE.dk ikke nogle nye numre i 2 år, og i 2005 bekendtgjorde deres manager, at bandet tog en pause, fordi både Veronica og Malin var blevet gift, og Malin var blevet gravid. 

### Comeback
I 2008 bekendtgjorde SMiLE.dk på deres hjemmeside, at de ville vende tilbage med en ny single og senere et nyt album.
Den 9. august 2008 optrådte de i San Japan i Texas, hvilket var den første gang, de optrådte i Nordamerika.
10.-12. april 2009 deltog de ved Sakura-Con, en animé- og manga-konvention i Seattle.

## Diskografi

### Singler
- Butterfly
- Boys
- Mr. Wonderful
- Coconut
- Get out
- Doo-Be-Di-Boy
- Dancing all Alone
- Kissy Kissy
- Dragonfly
- Petit Love
- First Time Lovers
- Domo Domo Domo
- Golden Sky
- Doki Doki (august 2008)

### Album
- Smile
- Future Girls
- Smile Paradise
- Golden Sky
- Ukendt (2008-2009)

## Eksterne links
SMiLE.dk's officielle hjemmeside Arkiveret 5. august 2020 hos  Wayback Machine